# Moixera de Suècia
La moixera de Suècia (Sorbus intermedia) és una espècie de moixera que viu al sud de Suècia i de manera dispersa a Dinamarca (Bornholm), l'extrem sud de Finlàndia, els estats Bàltics i nord de Polònia.
A Carl von Linné li van encarregar oficialment l'estudi d'aquest arbre amb vistes al seu aprofitament comercial.

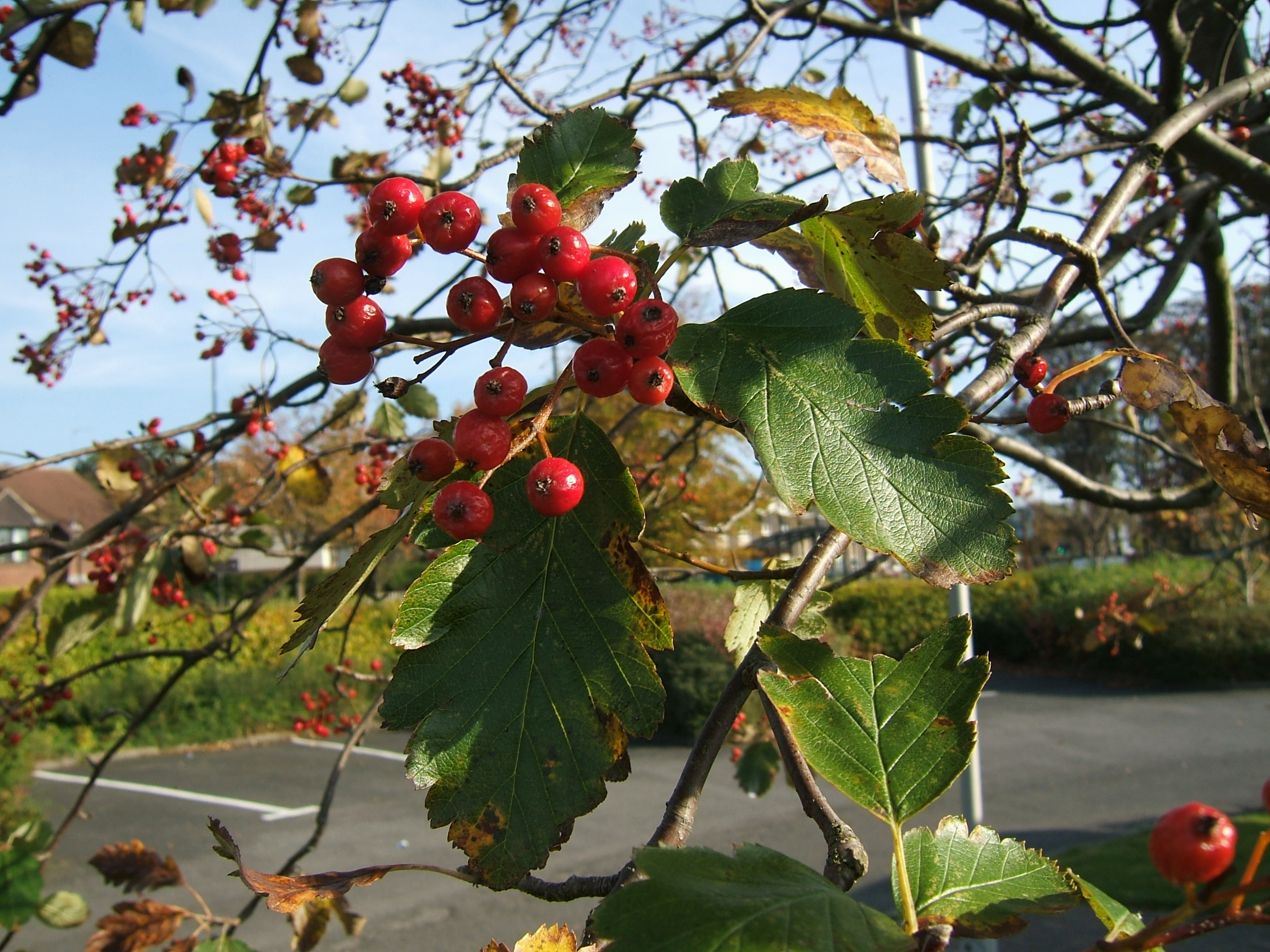
Fruit madur

És un arbre de mida mitjana que creix de 10 a 20 m d'alt. Les fulles són verdes per dalt i amb pilositat densa per sota, de 7–12 cm de llarg i 5–7 cm d'ample, amb de quatre a set lòbuls ovals i els marges finament serrats. Les flors, de pètalsblancs, es produeixen en corimbes a finals de primavera. El fruit és un pom oval que madura a la tardor, fa 15 mm de llarg i 10 mm de diàmetre. Els ocells en dispersen les llavors
Sorbus intermedia és un híbrid triple entre S. aucuparia, S. torminalis, i S. aria o una altra espècie estretament relacionada. Està estretament emparentat amb Sorbus hybrida un altre híbrid.

## Cultiu i usos

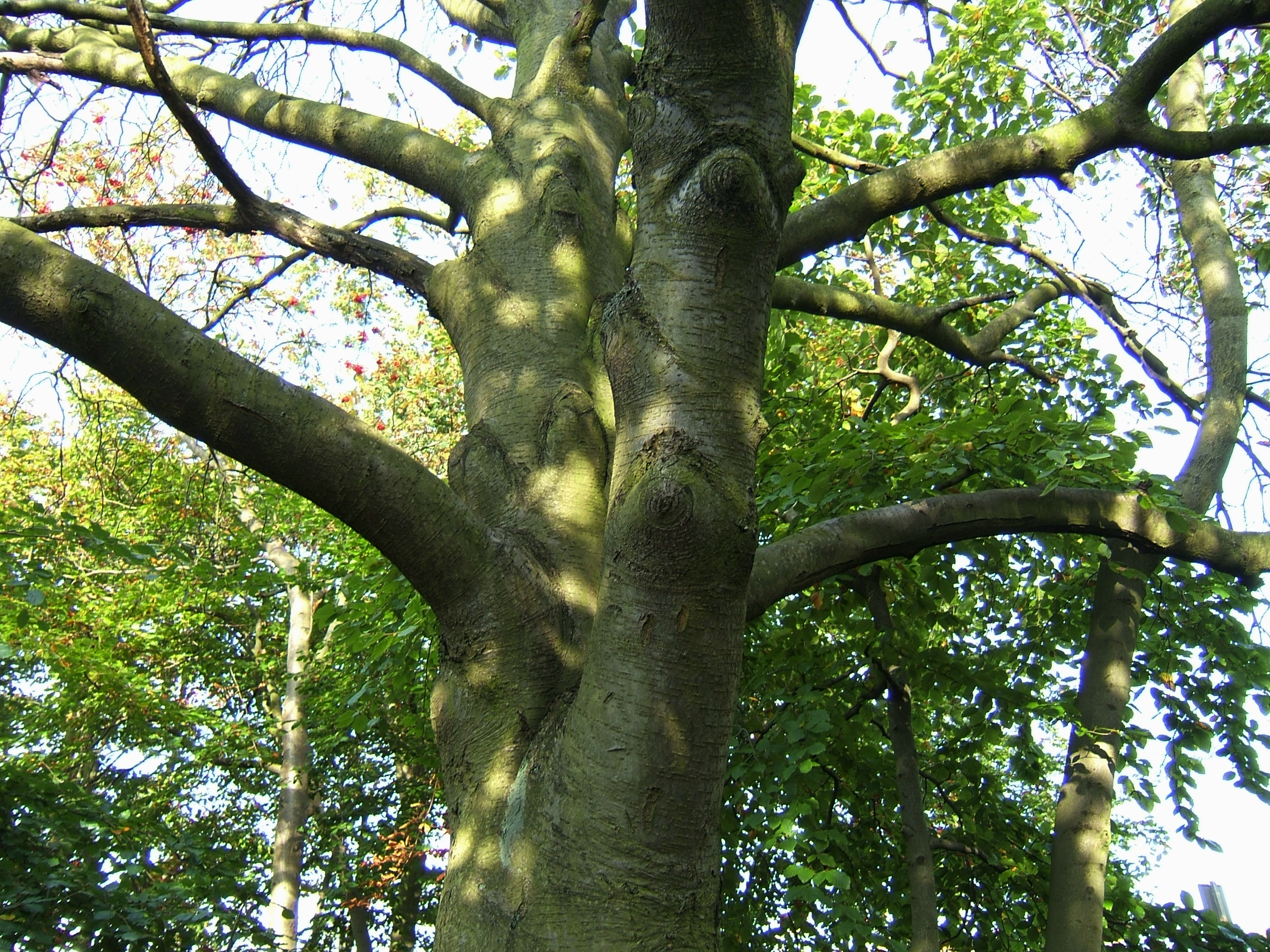
Tronc

Arbre ornamental al nord d'Europa. S'ha nauralitzat a les illes Britàniques. Molt sovint es planta l'espècie pròxima Sorbus mougeotii (Moixera dels Vosges).